# Albert Vaucamps
Charles Henri Marie Albert Vaucamps (Huizingen, 17 april 1837 - Toulouse, 25 december 1900) was een Belgisch senator en burgemeester.

## Levensloop
Hij was een zoon van Charles Vaucamps (1778-1852), burgemeester van Huizingen en van Marie-Madeleine Simons. Hij trouwde met de Engelse Annie Newcomen.
Hij werd aannemer van openbare werken. Hij werd ook:
- afgevaardigd bestuurder van de Société de tramways Belgian streetrailway and omnibus company,
- medestichter van de Société des tramways bruxellois,
- bestuurder van de Ferrovie Nord Milano.

In 1875 erfde hij het kasteel en domein van Huizingen (sinds 1938 provinciaal domein) dat in 1819 door zijn vader was aangekocht. Met het fortuin dat hij had vergaard door de aanleg van spoorwegen en de uitbouw en exploitatie van de Brusselse tramlijnen, herbouwde Albert het kasteel en ging er wonen. Hij breidde tevens het familiebezit nog verder uit.
Ook nog in 1875 richtte hij de fanfare Sint-Leonardus op, waarin liberalen en katholieken samenspeelden. De eendracht werd vanaf 1879 verstoord door de schoolstrijd. De liberalen weigerden om nog mee op te stappen in de jaarlijkse processie. De katholieken stichtten dan maar in 1882 een nieuwe fanfare onder de naam De Vrijheidsvrienden. 
In 1883 werd hij liberaal senator voor het arrondissement Brussel en vervulde dit mandaat tot in 1888.  Als enige senator stemde hij in 1885 tegen de resolutie die Leopold II toelating gaf staatshoofd van Congo te worden. Hij werd opnieuw senator in 1892 tot in 1894.
In 1892 werd hij burgemeester van Huizingen en vervulde dit ambt tot aan zijn dood.
Er is een Vaucampslaan in Huizingen.